# Darchan-Uul

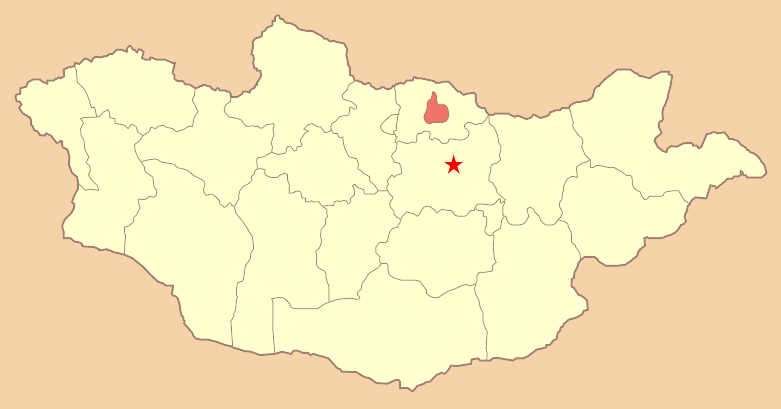
karta

Darchan-Uul (Дархан-Уул аймаг med mongolisk kyrillisk skrift) är en provins i norra Mongoliet. Den hade totalt 83 271 invånare år 2000, och en areal på 3 280 km². Provinshuvudstad är Darchan.

## Administrativ indelning
Provinsen är indelad i 4 distrikt (sum): Darchan, Hongor, Sharïn gol och Orchon.